# アントワープの手

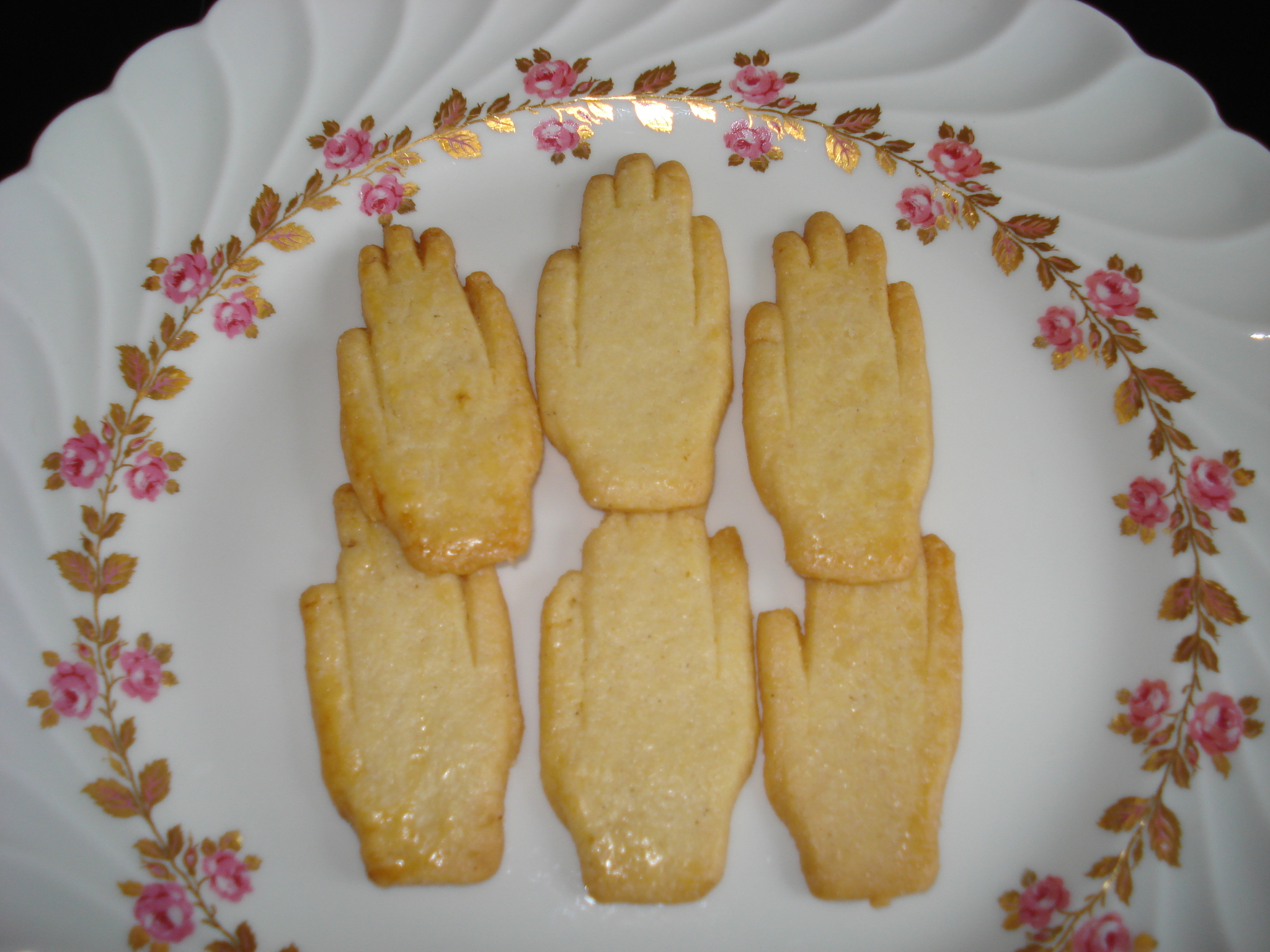
アントワープの手

アントワープの手（蘭：Antwerpse handjes）は、アントウェルペンに伝わる手形のクッキーである。EUで、伝統的特産品保護指定されている。現在では、チョコレート製のものも市場に出ている。

## 概要
このクッキーは1934年に、アントウェルペン国立菓子職人協会の菓子職人であったヨス・ハッケル （Jos Hakker）によって考案された。生地は小麦粉、バター、砂糖、卵、アーモンドから成る。チョコレート製のものの場合、中にマジパンが入っている。
手の形をしているのは、アントウェルペンの伝説に基づいている。スヘルデ川の川岸の城に住む巨人ドルオン・アンティゴーンは、城付近を通り過ぎる船に通行料を求め、それに応じない者に対しては、その手を切り落として川へ放り捨てた。しかし、ついに同じく巨人のローマの戦士シルヴィウス・ブラボーがアンティゴーンの息の根を止め、その手を切り落として川へ投げ捨てたという。なお、アントウェルペンの街の名は、これに由来するという民間語源がある。アントウェルペン#名前の由来を参照されたい。